# Ulica Wybrzeże Kościuszkowskie w Warszawie
Ulica Wybrzeże Kościuszkowskie – ulica w śródmieściu Warszawy

## Historia
Dawny bulwar pomiędzy mostami: Śląsko-Dąbrowskim i Poniatowskiego. W XVIII i XIX wieku miejsce składowania gruzu i śmieci, a także rozładunku piasku oraz towarów przewożonych Wisłą. Na początku XX wieku powstały tutaj liczne przystanie.
Nazwa została nadana w 15 października 1917, w setną rocznicę śmierci Tadeusza Kościuszki.
1 listopada 1930 przy ulicy, u wylotu ul. Karowej, odsłonięto pomnik Dowborczyków. W czerwcu 1939 nad Wisłą, na osi ul. Tamka, odsłonięto pomnik Syreny
5 sierpnia 1934 o godzinie 10 na Wybrzeżu Kościuszkowskim odbyły się zaślubiny Rodła z Wisłą. 3000 Polaków z zagranicy z pocztami sztandarowymi przeszło ulicami Warszawy nad Wisłę, gdzie odbyły się zaślubiny biało-czerwonych sztandarów ozdobionych Rodłem z poszczególnych dzielnic Związku Polaków w Niemczech.

## Ważniejsze obiekty
- Szpital Kliniczny im. ks. Anny Mazowieckiej
- Szara Willa (nr 47)
- Centrum Nauki Kopernik (nr 20)
- Schron wartowniczo-obserwacyjny z okresu okupacji niemieckiej[6]
- Kompleks dawnej Elektrowni Warszawskiej, obecnie centrum handlowe Elektrownia Powiśle
- Stacja metra Centrum Nauki Kopernik
- Most Świętokrzyski
- Pomnik Syreny
- Budynek administracji Elektrowni Miejskiej, siedziba spółki E.ON Polska (nr 41)
- Jeden z zachowanych w Warszawie transformatorów kioskowych[7]
- Akademia Sztuk Pięknych (nr 37)
- Siedziba Związku Nauczycielstwa Polskiego (ul. Smulikowskiego 6/8)
- Pomnik Ławki Szkolnej
- Teatr Ateneum